# Врбје (Жалец)
Врбје (словен. Vrbje) је насељено место у општини Жалец, Савињска регија, Словенија.

## Историја
До територијалне реорганизације у Словенији било је у саставу старе општине Жалец.

## Становништво
У попису становништва из 2011. године, Врбје је имало 626 становника.
| Број становника према пописима | Број становника према пописима | Број становника према пописима |
| ------------------------------ | ------------------------------ | ------------------------------ |
| 1991                           | 2002                           | 2011                           |
| 613                            | 577                            | 626                            |